# Pratihara

Im 8./9. Jh. rangen drei große Dynastien um die Vormacht in Nord- und Zentralindien: die Pratihara (grün), die Rashtrakuta (rot) und die Pala (violett)

Die Pratihara waren eine Dynastie in Nordwestindien (etwa 725–1036), die den Rajputen oder deren Stamm der Gurjara zugerechnet wird, so dass sie auch Gurjara-Pratihara genannt wird. In ihrer Blütezeit regierten die Pratihara-Herrscher über große Teile Nordindiens und übernahmen auch die Verteidigung gegen die moslemischen Eindringlinge, die Araber in Sindh und später die Ghaznawiden.

## Etymologie
Das Wort pratihara bedeutet so viel wie (Tür)Wächter, Statthalter (Vogt) oder Beschützer. Die meisten Historiker gehen deshalb davon aus, dass die Pratiharas ursprünglich zwar hochrangige, letztlich aber doch dienende bzw. militärische Aufgaben am Hof der Rashtrakutas innehatten.

## Geschichte
Als Urahn wird der Brahmane Harichandra (6. Jh.) erwähnt. Die erste historische Persönlichkeit der Dynastie war ein gewisser Nagabhata. Er saß in Avanti (in Westmalwa) und warf die Truppen des arabischen Statthalters von Sindh, Junaid, aus Ujjain und Malwa (um 725–40).
Vatsaraja (reg. etwa 775–805), der durch Vereinigung der Gurjara-Clans der eigentliche Begründer der Pratihara-Macht wurde, dehnte sein Reich um 783 über die Rajputana und Teile Nordwestindiens aus. Er besiegte den Pala-König Dharmapala (reg. etwa 775–810) bei Prayagraj, wurde aber vom Rashtrakuta-König Dhruva (reg. etwa 779–793) um 786 geschlagen.
Unter seinem Sohn Nagabhatra II. wiederholte sich das Spiel: er konnte zwar Dharmapalas Vasallen Kannauj entreißen und bei Monghyr auch Dharmapala selbst besiegen. Aber in den Jahren 806/07 griffen der Rashtrakuta Govindra III. (reg. etwa bis 813) und sein Bruder Indra mit zwei schnell nach Norden vorstoßenden Heeren an und schlugen Nagabhatra II., der in die Wüste Rajasthans flüchtete. Nagabhatra II. konnte Kannauj letztlich halten, aber nur um den Preis von Zugeständnissen; so musste er den Chandella-Häuptling Nannuka als seinen Vasallen dulden.

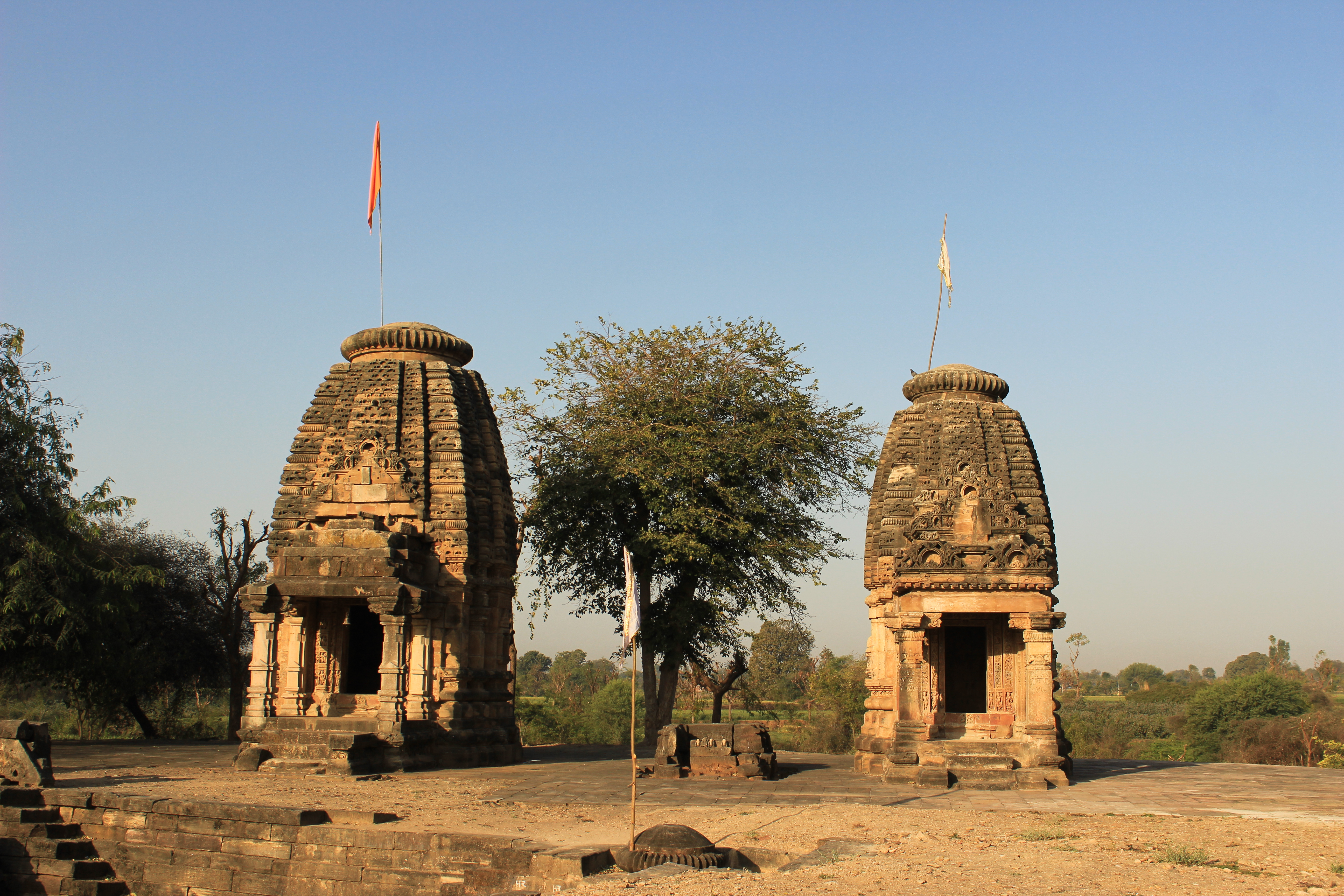
Roda-Tempel III und V (9./10. Jh.) bei Himatnagar, Gujarat; die im Grunde nur aus einer fensterlosen Cella (garbhagriha) bestehenden Tempel haben Turmaufsätze (shikharas) mit abschließenden Ringsteinen (amalakas) jedoch ohne Vasen (kalashas) sowie seitlich offene Vorhallen (mandapas).

Erst Bhoja Adivaraha (reg. etwa 836–885) verlegte 836 seine Residenz endgültig nach Kannauj. Bhoja und sein Nachfolger Mahendrapala (reg. etwa 885–908) führten dort ein luxuriöses und überfeinertes Hofleben ein und hielten Nordindien mit mehreren Siegen zusammen. Kannauj wurde ausgebaut und ein Zentrum der Kunst (Architektur, Poesie, Musik); das Wirken des Dichters Rajashekhara fällt in diese Zeit. Aufgrund der späteren islamischen Eroberung blieb jedoch kein einziger repräsentativer Tempelbau aus dieser Zeit in der Umgebung von Kannauj erhalten.
König Mahipala (reg. etwa 914–943) wurde trotz seiner vier großen Armeen bereits von innerem Zwist bedroht, Kannauj fiel um 915/16 kurzzeitig an den Rashtrakuta Indra III., dessen General Narasinha ihn durchs Land verfolgte. Die Ermordung Indras III. im Jahr 917 und die Unterstützung des Chandella Harshavarman und des Guhilot Bhatta retteten Mahipala; seine Vasallen vertrieben die Rashtrakuta und setzten ihn wieder auf den Thron.
In der Folge nahm die Macht der Vasallen beständig zu. Vor allem waren die Pratihara-Könige jetzt von den Chandella abhängig, welche die Rolle der Hausmeier übernahmen: 954 musste König Devapala das Reichsheiligtum, ein Idol Vishnus, an den Chandella Vasovarman (reg. etwa 930–950) abtreten und in den 960ern gingen seinem Nachfolger Vijayapala große Ländereien an den Chandella Dhanga (reg. etwa 950–1002) verloren. Trotzdem waren sie formal immer noch als Lehnsherren anerkannt, wenn auch wenig respektvoll, denn die Chandella waren nun die wahren Herren Nordindiens – bis Mahmud von Ghazni kam.
Der König Rajyapala wurde im Kampf gegen die Moslems des Mahmud von Ghazni von seinen längst unabhängig gewordenen Vasallen (als da wären die Chaulukya bzw. Solanki, Chauhan, Paramara, Tomara, Kalachuri und natürlich die Chandella) im Stich gelassen; der Chandella Ganda (reg. etwa 1002–25) fiel ihm sogar in den Rücken. Rajyapala floh aus Kannauj, wurde nun als „Verräter“ bezichtigt, von den Chandella und anderen Fürsten besiegt und schließlich ermordet (1018). Sein Nachfolger Trilochanpala verlor Kannauj und floh nach Prayag. Der letzte Pratihara-Herrscher starb im Jahr 1036.

## Liste der Pratihara-Könige
- Nagabhata I. (etwa 725–756)
- Vatsaraja (etwa 775–805)

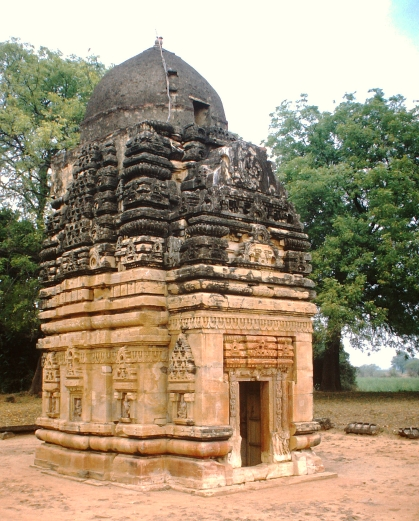
Ramesvara-Mahadeva-Tempel (ca. 750) in Amrol, Madhya Pradesh; die Kuppel ersetzt die – vielleicht durch Blitzschlag zerstörte – Spitze des Shikhara-Turms und wurde wohl erst im 19. Jh. hinzugefügt. Typisch für den frühen Pratihara-Stil ist der Verzicht auf eine erhöhte Umgangsplattform (jagati) sowie auf eine seitlich offene Säulenvorhalle (mandapa) – diese wird stattdessen durch einen kleinen, seitlich geschossenen Vorraum (antarala) ersetzt. Auch jali-Fenster sind nicht zu finden. Charakteristisch sind hingegen die sich entwickelnden, mehrfach gestuften Shikhara-Türme und die aus übereinander gestellten Fensternischen (chandrasalas) gefertigten Dekorpaneele (udgamas) oberhalb der Außenwandnischen sowie in den Shikharas.

- Param Bhattarak Parmeshwar Nagabhata II. (etwa 800–833)
- Ramabhadra (etwa 833–835)
- Samrat Mihir Bhoja Mahan (etwa 836–885)
- Mahendrapala I. (etwa 885–908)
- Bhoja II. (etwa 908–914)
- Samrat Mahipala (etwa 914–943)
- Mahendrapala II. (etwa 943–948)
- Devapala (etwa 948–954)
- Vijayapala (etwa 954–955)
- Mahipala II. (etwa 955–956)
- Vijaypala II. (etwa 956–960)
- Rajyapala (etwa bis 1018)
- Trilochanpala (etwa 1018–1027)
- Jasapala (Yashpal) (etwa 1024–1036)

## Tempelbauten
In ihrer Blütezeit (ca. 725–950) betätigten sich die dem Hinduismus anhängenden Herrscher der Pratihara-Dynastie – wohl auch aus machtpolitischen Erwägungen heraus – als sehr aktive Stifter von Tempelbauten in Zentral-Indien. Die sogenannten „Pratihara-Tempel“ erstrecken sich von Roda bei Himatnagar in Gujarat über Gwalior (Teli-ka-Mandir) und seine Umgebung (Naresar, Bateshwar, Amrol) bis in den Norden von Vidisha (Badoh, Pathari, Gyaraspur). Mehrere relativ gut erhaltene Pratihara-Tempel finden sich auch in der weiteren Umgebung von Lalitpur: Indor, Mahua, Terahi im Nordwesten, Deogarh im Süden und Markhera im Nordosten. Der wohl schönste und letzte Tempel (ca. 950) im Pratihara-Stil steht in Barua Sagar (ca. 25 km südöstlich von Jhansi). Viele Tempelbauten – nicht nur aus der Pratihara-Zeit – wurden während der Zeit der islamischen Eroberungen in Nordindien in großen Teilen zerstört.